# クルピー

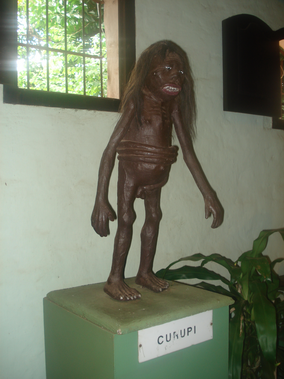
クルピー像―ラモン・エリアス神話博物館。パラグアイ・カピアタ市

クルピー（Curupi, Curupí, Kurupi） は グアラニー族などに伝わる怪人。小人ながら、腰に巻けるほど長い陰茎をもち、これを投げ縄（ラッソー）のように使って女性を捕えるとも、知らずうちに妊娠させてしまうともいわれる。
悪霊タウが、ケラナをかどわかして産ませた七人の怪異の子供のひとりだともされる。この地域でもっとも広範囲に分布する神話のひとつである 。

## 概要
昨今のいわゆる「バラグアイ版」クルピーは、小柄か背が低いとされ（子供のようとも老人のようだともいわれる）、醜く、毛深いとも丸裸ともいわれ、寸法はずれに長い陰茎は、腰にまかれるほどである、というのが典型像となっている。この典型クルピーは足が逆向きについており、足跡を追う者を混乱させ、樹木の繁茂地に誘い込む （この逆足はクルピラの特性と合致する）。 自然の保護者ともみなされている。
カルヴァーリョ・ネト（1992年）の合成像では、さらに赤銅色に焼けた肌と、黒い目、ストレートな毛髪を持つとするが 、別筋では「うろこ状の皮膚」（ガサガサな肌）や大きな耳を特徴とする。また、一部の情報によれば、透明化の能力を持ち、これを防御に使うという。その長い陰茎を投げ縄（ラッソー）にして、女性や子供を誘拐するといわれる。
他にも体には関節が無い（足の関節が無い）などの脚色が加わっている。片手が鉛、もう片方の手が羊毛なドゥエンデ（妖精）との異聞もある。

### 早期記録
クルピーという生物（人種）がいるという主張は、早くは探検家フアン・フランシスコ・アギーレの1793年日記に記載がみえる。アギーレは、実見したというエンリケ・ルアノ修道士という人物からその話を又聞きに聞いた。話によれば、ムバヤ族が捕獲した数名のクルピーということであったが、普通の人間より異常に小柄で、生殖器が特殊だった：
"この[クルピー]たちは、 ピグミー（小人症）の極みであり、生殖部分が異常である：女性のほうは外陰部が自然とT字形をなし、さながらローマ字のようである。男性の方は[男]性器が奇形しているあまり、その小さな体の腰回りを一周して届く"
ルアノ神父（目撃者のルアノ修道士とは別）が、クルピーなどと一笑に付していたが、アギーレ自身も懐疑的であった。アギーレは奇形をもったインディオの種族の伝聞という認識だったらしい。

### ひょろ長な巨根
クルピーの最大特徴は、そのひょろ長いペニスであるが、腰の周りを一回はめぐって戻ってくるほどの長さという描写は、すでに上述のアギーレ日記（1793）に出例がある。
クルピーが長い巨根をもち、豊穣の象徴であるという記述は、クルピーについての随筆文には必ずといって書かれている内容であるが、原住民人口から取材した話だと、グアラニー族のかろうじて過半数しか「クルピー」を認識せず、なかでも「長いペニス」持ちだと返答したものは一分に満たなかった、という1977年調査がマルタ・ブラーシュにより発表されている。
詩人エロイ・ファリーニャ・ヌニェス（1926年）がすでに、クルピーがその延長したペニスで女性を縛め（投げ縄にして縛り）、女性はもしこのペニスを断ち切れるならば逃れることができる、と記述している。クルピーの力の源はペニスに込められているので、もし切られれば力を失うとも解説される。
このファリーニャ・ヌニェスの描写を典拠に、そのペニスは体のまわりを数周回巻けるほどの長さではならないとする文献もみえる。すなわち腰まわり数回の長さのベルトのようなペニスという、上述した近年版「パラグアイの」クルピーの典型描写に到達したのである。

### 誇張ペニスの欠如
「クルピー」がグアラニー人口のなかでも必ずしも長い巨根と思われていないこと（1977年調査）はすでに触れた。よって巨根の特徴があるものをとくに「パラグアイのクルピー」と呼んで細分化する記述がみられる（  § ギアナのクルピーも参照）。 
人類学者アルフレッド・メトローが「クルピー」について調査発表した内容でも、特にそのような特殊体質に触れていない。また、ムビャ ・グアラニー族に聞いても「クルピー」の巨根特徴は伝わっていないという。

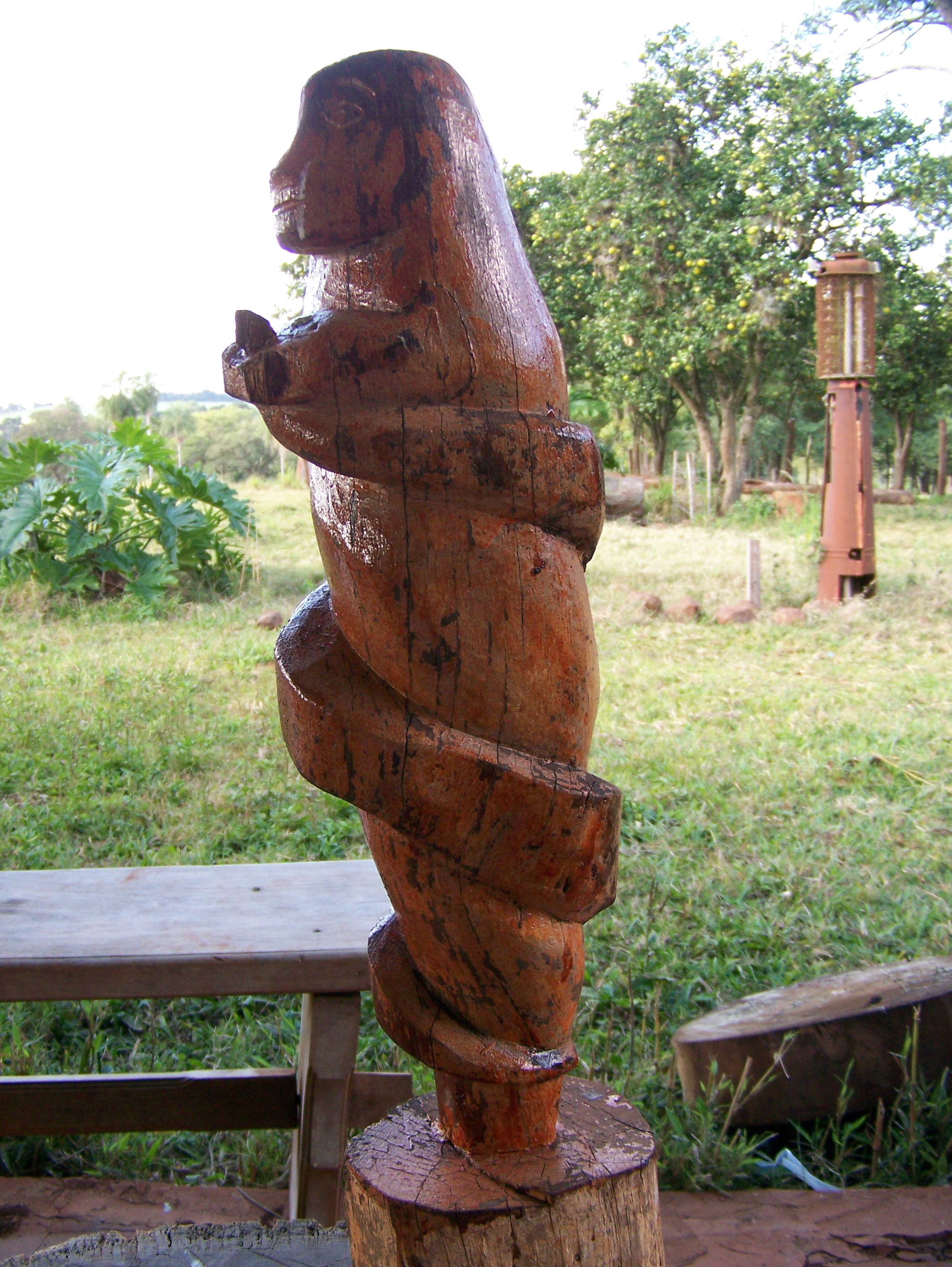
パイ・タビテラ族の木彫りのクルピー（あるいはMboguá Vusúと呼ぶべきか）―パラグアイ・アマンバイ県

またイパネ川流域のパイ・カイウア族（パイ・タビテラ族）は、クルピーのことをイピリー（ipiry）と呼ぶことが多いが、これは男根誇張の存在ではなく、野獣の守護精霊にすぎない。この部族にとってクルピーに相当するのはむしろムボグア・ヴス[仮カナ表記]（Mboguá Vusú）とよばれる精霊であり、これは巨根持ちなため、同族の女性としか同衾できないとされている。そのフルな名称は"Mboguá Vusú ñe-mo-mitä"といい、「大ムボグアの子供になりかわる」が大意であるが、 ムボグア（Mboguá）は本来パイ語ではなく、ムバヤ語からの借用語で「悪魔」あたりの意味である。

### 誘拐者
クルピーは怪異の七兄弟（ § タウとケラナの子ら）の一人とされ、その説話でも女性の誘拐者だとされている。女性が予期せぬ妊娠や望まぬ妊娠をしたとき、クルピーのせいにされることがしばしばある。 

### 守護神・悪戯の神
クルピーを、若者（guainas）や女性がジャングルに夜中または昼正午に迷い込むの攫い連れ去る、ただただ悪しきサテュロスのような存在とみなす向きもあるが、異論ではクルピーは愛に溺れた男性と、これを盲信する妊娠女性の守護精霊であるとされている。妊婦が密林を通るとき、クルピーが蜘蛛や毒蛇、野獣を遠ざけてくれる、とされている。
まだ他にもクルピーは悪戯好きの精霊にすぎないとして、ペルー・リマ（Perú Rimá）やペドロ・ウルデマレスと同類として比較する考えもある。

### 類型
クルピーは、あるいはクルピラの亜種に過ぎなく "Curupí" の名も "Curú-piré" （「にきび肌」の意）の短縮形とする説をバジーリオ・デ・マガリャンイス（1928年）が提唱している。
クルピーはポンベーロに外見が似ているともいわれるが、やはりグアラニー族の伝承であるポンベーロも、知らずうちに女性を妊娠させてしまうのだと伝えられる。
ヤシ・ヤテレ（jasyjateré）も類型に数えられている。

### タウとケラナの子ら
グアラニー神話において、クルピーは邪悪の精霊タウがケラナ（マランガトゥ Marangatú の娘）を攫って産ませた七人の子供の一人である。妊娠七カ月で生まれた子たちなのでシエテメシーノス（sietemesinos）と呼ばれているが、七兄弟は：テユ・ヤグア、ムボイ・トゥイ、モニャイ、有名なヤシ・ヤテレ、クルピー、アオ・アオそして犬か狼男のルイソン（スペイン語ではロビソン lobizón、ポルトガル語ではロビゾーメン Lobisomem）である。

## 飾り十字架の儀式
クルピーはグアラニー族のクルス=イェグア[仮カナ表記]（グアラニー語：curuzú-yeguá、"飾り十字架"の意）の儀式と密接な関係にあるとされる。この儀式がそもそもは先住民のクルピー崇拝に基づいたキリスト教化以前の慣習だとする仮説は、ゴイコエチェア・メネンデス（Goicoechea Menéndez）や、フアン・ナタリシオ・ゴンザレス（1938年?）などが支持している。 
儀式ではキャッサバ粉のパンであるチパで十字架を飾り立てる。参加者に行きわたる数のパンを焼いているが、各々が、はしご型、蛇型など自由な種類を選ぶ。カルヴァーリョ・ネトの解説によれば、蛇などは精神分析学でも典型的なファルス的シンボル（男性器の象徴）であるが、儀式における蛇のパンは、よりあからさま性的なかたちで具現化されるクルピーを、抑制された表象する（代役か分身のような）ものであるとする。

## ギアナのクルピー
ギアナ地方のカリナ族（大陸カリブ族）のあいだでも、クルピー（Kurupi、Kulupi）の伝承があり、こちらは巨大な陰嚢を持つとされる。額が突出して、上向きに見ることができない。体中毛むくじゃらで、長髪が後ろにたなびくという。 鉤爪のついた手足に、足が逆向きについている。臀部のあるはずのところには、代わりに燃えさしがたぎる火炉がある。クルピーは、森林を徘徊する時、"木の板根を蹴ったり打ったりする"（クルピラ § 音や悪臭の sapopema参照）。怒らせると強風を立たせ、カリナ族には風の主と仰がれる（サッシを参照）。スリナムの取材では「カルピー Kalupi」と記録されており、板根を打ったり古歌をうたったりなどうるさい特徴のほか、狩猟や漁労の恩恵をもたらす精霊とされている。
オランダ出身の文化人類学者クラウディウス・ド・フーイェは、ガイアナのクルピーが、ブラジルなどグアラニー族のクルピラに相当するとみなした。
またテネテアラ族の伝承にある陰嚢大の小人マラナ・イワ（Marana ywa）も、クルピーに相当するという。

### その他の生殖器的な類型
ギアナ西部のワラオ族に伝わる幾つかの精霊のひつであるヘブ（Hebu）は、やはり陰嚢が大きいとされる。ヘブ精霊もまた、尻がわりに"煌々とたぎる燃えさしの入った火炉"があり、「フタ＝クラクラ」（Huta-kurakura 「赤い後背部」）の異名をもつ。よってヘブ精霊とギアナのクルピーは同一とみなされる。
ティエラ・デル・フエゴのセルクナム族に伝わる Ýoši という精霊も、異常な大きさの男根を持つとされる。これに反して、 アプリニャ族伝承のカミリ（Kamiri）は、陰茎の長さが 1 cm しかないという森林の精霊である。

## 大衆芸術
作家エルネスト・モラレスがクルピーを題材にし連作『Amante generoso』、『El Curupí y la mujer curiosa』、『El  Curupí  buen amigo』等を発表している。